# Eleccions presidencials russes de 2004
Les eleccions presidencials russes de 2004 (Выборы президента России в 2004, Víbori prezidenta Rossii v 2004 году) van celebrar-se el 14 de març de 2004 a Rússia. L'aleshores president Vladímir Putin optà per un segon mandat de quatre anys. El resultat fou una victòria aclaparadora de Putin, qui fou reelegit amb vora el 72% del vot emés.

## Resultats
|  | 71,91 % |

|  | 13,80 % |

|  | 4,14 % |

|  | 3,88 % |

|  | 2,04 % |

|  | 0,76 % |

|  | 3,48 % |

|  | 99,17 % |

|  | 0,83 % |

|  | 100,0 % |

|  | 64,32 % |